# Ratusz w Gibraltarze
Ratusz w Gibraltarze – budynek dawnej rady miejskiej Gibraltaru, położony na placu Johna Mackintosha. Od 1969 roku pełni funkcję siedziby burmistrza Gibraltaru.

## Historia
Budynek został zbudowany na miejscu średniowiecznego hiszpańskiego szpitala i kaplicy zwanej La Santa Misericordia, przekształconych później w więzienie dla dłużników. W 1813 roku teren został przekazany lokalnemu kupcowi żydowsko-portugalskiego pochodzenia Aaronowi Cardozo, który w 1819 roku wybudował tam swoją rezydencję, będącą największą prywatną rezydencją na Gibraltarze. Podczas tzw. „złowrogiej dekady”, czyli ostatnich 10 lat rządów Ferdynanda VII, Cardozo udzielał schronienia co najmniej dwudziestu osobom uciekającym przed reżimem króla, w tym późniejszemu gubernatorowi Gibraltaru, Robertowi Wilsonowi. W latach 20. XIX wieku, Cardozo opuścił Gibraltar ze względu na zły stan zdrowia, ostatecznie umierając w Whitechapel na początku 1834 roku. Rok przed jego śmiercią budynek stał się siedzibą Gibraltar Club House, które organizowało tam różnego rodzaju bale. Funkcję tę obiekt pełnił do 1837 roku. W 1839 roku w budynku otwarto Club House Hotel, który gościł wielu członków rodzin królewskich, m.in. księcia Prus Adalberta Hohenzollerna. W 1869 roku obiekt został wydzierżawiony Johnowi Ansaldo, a w 1875 roku zakupiony przez Pablo Antonio Lariosa. W tym czasie na Gibraltar został wysłany w trakcie swojej służby wojskowej książę Connaught, któremu na czas jego pobytu na Gibraltarze, Larios oddał budynek do dyspozycji. W kwietniu 1876 roku po opuszczeniu Gibraltaru przez księcia, rodzina Lariosów wprowadziła się do swojej rezydencji, która zyskała nazwę Connaught House, pod którą była znana do 1920 roku. Wówczas syn Lariosa, który odziedziczył budynek po ojcu, sprzedał go władzom kolonialnym Gibraltaru, które początkowo planowały go przekształcić w siedzibę poczty. Brak funduszy spowodował jednak, że poczta działała jedynie na parterze budynku. Ówczesny gubernator Gibraltaru, Charles Munro, zaproponował, by przekształcić obiekt w ratusz. Ostatecznie rada miejska przeniosła się do budynku w 1924 roku. W 1969 roku radę rozwiązano, a budynek stał się siedzibą burmistrza Gibraltaru. Mieszczą się tam również ministerstwa mieszkalnictwa oraz kultury, mediów, młodzieży i sportu. W 2015 roku otwarto tam także galerię sztuki.